# Oreodytes angustior
Oreodytes angustior är en skalbaggsart som först beskrevs av Hatch 1928.  Oreodytes angustior ingår i släktet Oreodytes och familjen dykare. Inga underarter finns listade i Catalogue of Life.